# Stenhelia indica
Stenhelia indica är en kräftdjursart som beskrevs av Krishnaswamy. Stenhelia indica ingår i släktet Stenhelia och familjen Diosaccidae. Inga underarter finns listade i Catalogue of Life.